# Spathius japenensis
Spathius japenensis är en stekelart som beskrevs av Nixon 1943. Spathius japenensis ingår i släktet Spathius och familjen bracksteklar. Inga underarter finns listade i Catalogue of Life.